# Gigante (Colombia)
Gigante is een gemeente in het Colombiaanse departement Huila. De gemeente telt 28.174 inwoners (2005). Samen met de gemeente San Vicente de Chucurí staat Gigante bekend als de cacaohoofdstad van Colombia.

## Etymologie
De oorsprong van de naam van de gemeente; "Gigante" betekent "reus" of "gigantisch", is onzeker. Een niet-wetenschappelijke populaire verklaring zou zijn de vondst van fossiele mastodonten in de gemeente.

## Afbeeldingen

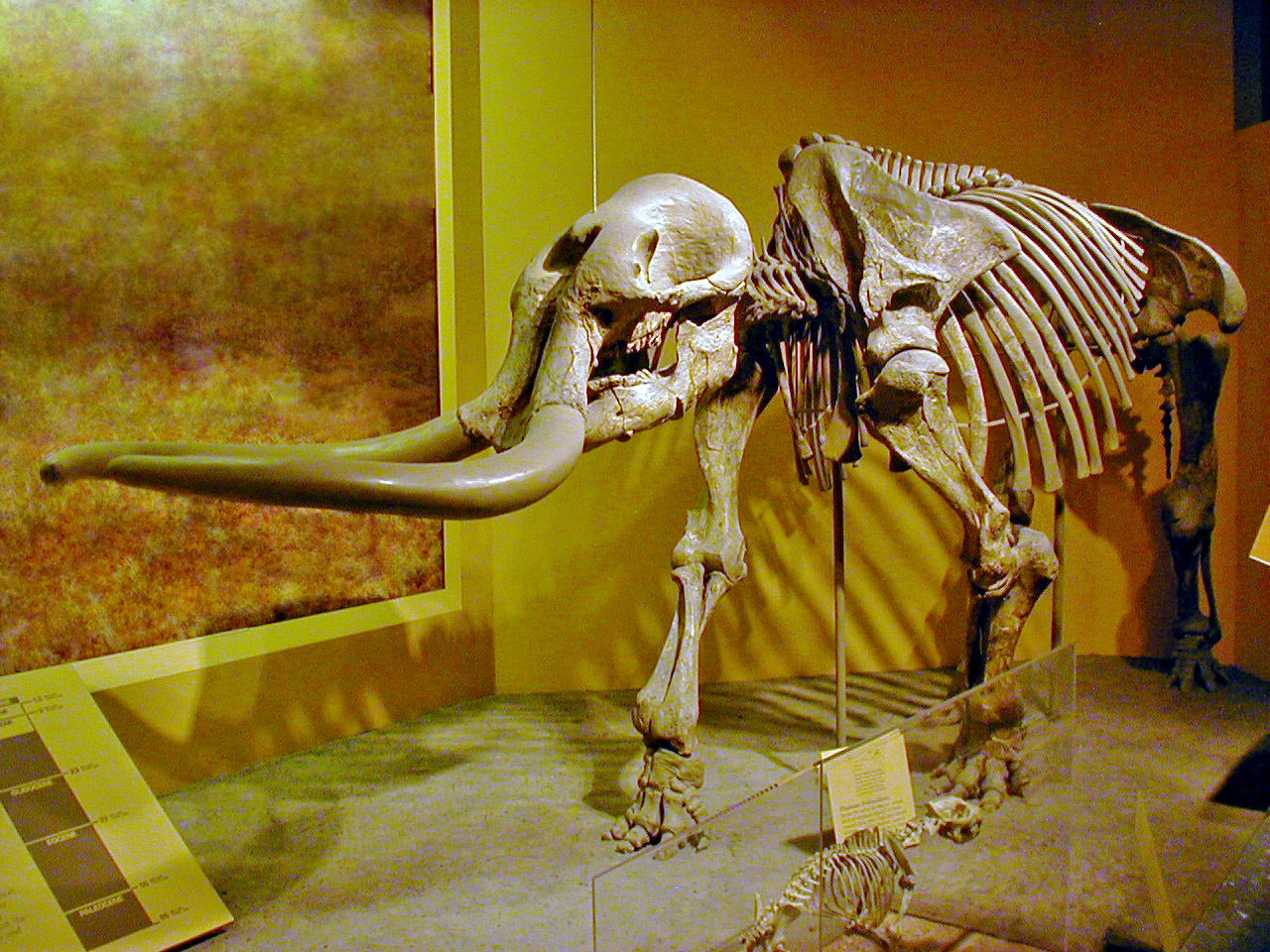
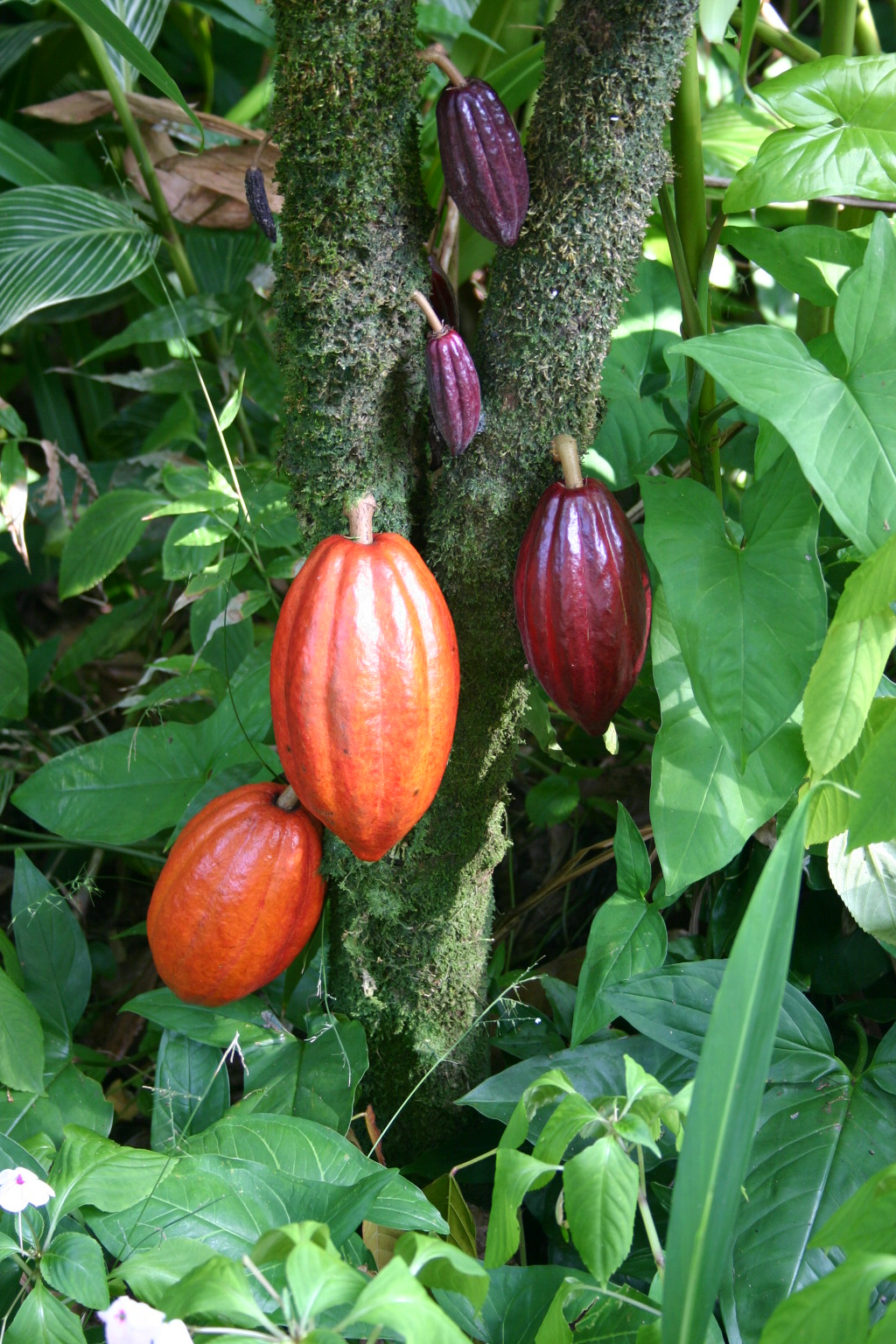

Acevedo · Agrado · Aipe · Algeciras · Altamira · Baraya · Campoalegre · Colombia · Elías · Garzón · Gigante · Guadalupe · Hobo · Iquira · Isnos · La Argentina · La Plata · Nátaga · Neiva · Oporapa · Paicol · Palermo · Palestina · Pital · Pitalito · Rivera · Saladoblanco · San Agustín · Santa María · Suaza · Tarqui · Tello · Teruel · Tesalia · Timaná · Villavieja · Yaguará